# Edikt
Edikt (z lat. edicere – vyřknout, zvěstovat) označuje původně v římském právu veřejné prohlášení úředníka (magistratus), jehož účinnost byla omezena dobou jeho úřadu. Později se tak v římské říši označovaly i výnosy císařů. V raném novověku užívali ediktů francouzští králové a římští císařové. V moderní době edikty nahradily veřejné vyhlášky.

## Významné edikty
- Edikt milánský (313) – prohlášení Constantina I. a Licinia o toleranci říše vůči dosud nepovoleným náboženstvím, zvláště křesťanství.
- Edikt wormský (1521) – výnos Karla V. na říšském sněmu, kterým bylo mimo zákon postaveno počínání Martina Luthera a jímž se zakazovalo číst a šířit jeho spisy.
- Edikt nantský (1598) – výnos Jindřicha IV., kterým uděloval základní práva francouzským hugenotům.
- Restituční edikt (1629) – výnos Ferdinanda II., který navracel protestantský majetek katolíkům.
- Edikt z Fontainebleau (1685) – výnos Ludvíka XIV. odvolával privilegia stanovená ediktem nantským.
- Edikt z Versailles (tzv. Toleranční edikt, 1787) – výnos Ludvíka XVI., který zrušil platnost ediktu z Fontainebleau.
- Edikt postupimský (1685) – toleranční edikt, vyhlášený braniborským kurfiřtem Fridrichem Vilémem, který poskytoval záruky hugenotům prchajícím z Francie v důsledku zrušení nantského ediktu.